# Macalpinomyces magicus
Macalpinomyces magicus är en svampart som beskrevs av Vánky & T. Vánky 2002. Macalpinomyces magicus ingår i släktet Macalpinomyces och familjen Ustilaginaceae.   Inga underarter finns listade i Catalogue of Life.